# Pfaffenhofen an der Roth
Pfaffenhofen an der Roth (ufficialmente Pfaffenhofen a.d.Roth) è un comune tedesco di 7 052 abitanti, situato nel land della Baviera.